# Departamentos de Honduras
A nação de Honduras da América Central está atualmente dividida em 18 departamentos (departamento). Cada departamento é chefiado por um governador, que é nomeado pelo presidente de Honduras.

## Departamentos de Honduras
|     | Departamento      | Departamento capital | População (2001) | Área (km²) |
| --- | ----------------- | -------------------- | ---------------- | ---------- |
| 1.  | Atlántida         | La Ceiba             | 344,099          | 4,251      |
| 2.  | Choluteca         | Choluteca            | 390,805          | 4,211      |
| 3.  | Colón             | Trujillo             | 246,708          | 8,875      |
| 4.  | Comayagua         | Comayagua            | 352,881          | 5,196      |
| 5.  | Copán             | Santa Rosa de Copán  | 288,766          | 3,203      |
| 6.  | Cortés            | San Pedro Sula       | 1,202,510        | 3,954      |
| 7.  | El Paraíso        | Yuscarán             | 350,054          | 7,218      |
| 8.  | Francisco Morazán | Tegucigalpa          | 1,180,676        | 7,946      |
| 9.  | Gracias a Dios    | Puerto Lempira       | 67,384           | 16,630     |
| 10. | Intibucá          | La Esperanza         | 179,862          | 3,072      |
| 11. | Islas de la Bahía | Roatán               | 38,073           | 261        |
| 12. | La Paz            | La Paz               | 156,560          | 2,331      |
| 13. | Lempira           | Gracias              | 250,067          | 4,290      |
| 14. | Ocotepeque        | Nueva Ocotepeque     | 108,029          | 1,680      |
| 15. | Olancho           | Juticalpa            | 419,561          | 24,351     |
| 16. | Santa Bárbara     | Santa Bárbara        | 342,054          | 5,115      |
| 17. | Valle             | Nacaome              | 151,841          | 1,565      |
| 18. | Yoro              | Yoro                 | 465,414          | 7,939      |

## Evolução da organização territorial de Honduras
1825: O congresso constitucional, convocado para esse ano decide que o Estado seja dividido em sete departamentos: Comayagua, Santa Bárbara, Tegucigalpa, Choluteca, Yoro, Olancho, e Gracias (mais tarde renomeado Lempira).
1834: Uma assembleia extraordinária constitucional reduz o número de departamentos para quatro: esta tentativa falhou, e de 1825 a divisão continua em vigor.
1869: Congresso ordena a criação dos departamentos de La Paz (afastado de Comayagua), El Paraíso (a partir de Tegucigalpa e Olancho), Copán (de Gracias), e La Mosquitia (de Yoro).
1872: Um departamento chamado Victoria está condenado a ser dividido de Choluteca, mas este nunca entrou em vigor. Islas de la Bahía departamento é fundada (as ilhas foram cedidas a Honduras pelo Reino Unido em 1860).
1881: Partes de Yoro e La Mosquitia são separados para formarem Colón departamento.
1883: Intibucá departamento é formado a partir de seções de La Paz e Gracias.
1893: Valle departamento (parte de Choluteca) e Cortés departamento (parte de Santa Bárbara) são criados.
1902: Partes de Colón e Yoro são necessárias para formar o novo departamento de Atlántida.
1906: Ocotepeque departamento é criada pela divisão do território de Copán.
1957: Colón é dividido em dois para criar Gracias a Dios departamento.